# Atsushi Terui
Atsushi Terui (japanisch 照井 篤 Terui Atsushi; * 19. Juli 1980 in der Präfektur Iwate) ist ein ehemaliger japanischer Fußballspieler.

## Karriere
Terui erlernte das Fußballspielen in der Schulmannschaft der Tono High School und der Universitätsmannschaft der Kokushikan-Universität. Seinen ersten Vertrag unterschrieb er 2003 bei den Shonan Bellmare. Der Verein spielte in der zweithöchsten Liga des Landes, der J2 League. Für den Verein absolvierte er vier Ligaspiele. Danach spielte er bei den FC Horikoshi, Tochigi SC, FC Ganju Iwate und Vanraure Hachinohe. Ende 2012 beendete er seine Karriere als Fußballspieler.